# Родословно дърво на Юлия Стара
Родословното дърво на Юлия Стара (Julia Caesaris filia; Julia Augusti filia; * 39 пр.н.е.; † 14 г.), дъщерята на Октавиан Август и Скрибония
1. Юлия Стара – Марк Клавдий Марцел, няма деца от този брак
2. Юлия Стара – Марк Випсаний Агрипа
Гай Юлий Цезар (* 20 пр.н.е.; † 4 г.) – Ливила, няма потомство
Юлия Младша (* 19 пр.н.е.; † 28/29 г.) – Луций Емилий Павел (консул 1 г.)
Емилия Лепида (4/3 пр.н.е.; † 53 г.) – Марк Юний Силан Торкват
Луций Юний Силан – сгоден за Клавдия Октавия
Марк Юний Силан
Луций Юний Силан Торкват (* 40 г.; † 65 г.),
Децим Юний Силан Торкват
Юния Калвина – Луций Вителий
Юния Лепида – Гай Касий Лонгин
Касия Лонгина – Гней Домиций Корбулон
Домиция Корбула – Луций Аний Винициан
Домиция Лонгина (императрица) – Луций Елий Ламия Плавций Елиан – Домициан
Тит Флавий Цезар (* 73 г.; † 82/83 г.) от Домициан
дъщеря с неизвестно име (* 76 г.; † малка) от Домициан
Юния Силана – Гай Силий, няма деца
Луций Цезар (* 17 пр.н.е.; † 2 г.)
Агрипина Стара (* 14 пр.н.е.; † 33 г.) – Германик, от когото има 9 деца, но само 6 от тях оцеляват
Нерон Цезар (* 6 г.; † 31 г.) – Юлия Ливия
Друз Цезар (* 7 г.; † 33 г.) – Емилия Лепида
Калигула (* 12 г.; † 41 г.) – Юния Клавдила, Ливия Орестила, Лолия Павлина и Милония Цезония
Юлия Друзила (* 39 г.; † 41 г.) от Милония Цезония
Юлия Друзила (* 16 г.; † 38 г.) – Луций Касий Лонгин и Марк Емилий Лепид
Юлия Ливила (* 18 г.; † 41/42 г.) – Марк Виниций
Агрипина Младша (* 25 г.; † 59 г.) – Гней Домиций Ахенобарб, Гай Салустий Крисп Пасиен, Клавдий
Нерон (* 37 г.; † 68 г.) от Гней Домиций Ахенобарб – Клавдия Октавия, Попея Сабина, Стацилия Месалина
Клавдия Августа (* 63 г.; † 63 г.) от втората му съпруга Попея Сабина
Агрипа Постум (* 12 пр.н.е.; † 14 г.), роден след смъртта на Агрипа
3. Юлия Стара – Тиберий
дете, което умира преди да порастне.